# Tórtoles
Tórtoles – gmina w Hiszpanii, w prowincji Ávila, w Kastylii i León, o powierzchni 20,78 km². W 2011 roku gmina liczyła 73 mieszkańców.